# Paramphistomum
Paramphistomum là một chi của ký sinh trùng giun dẹp thuộc sán lá xen kẽ thế hệ. Chúng bao gồm các loại sán chủ yếu ký sinh ở gia súc nhai lại, cũng như một số động vật có vú hoang dã. Chúng là nguyên nhân gây ra căn bệnh nghiêm trọng được gọi là paramphistomiasis, còn được gọi là amphistomosis, đặc biệt là ở bò và cừu. Triệu chứng thực thể bao có tiêu chảy nhiều, thiếu máu, hôn mê và thường dẫn đến tử vong nếu không được điều trị. Chúng được tìm ra trên khắp thế giới và dồi dào nhất trong trang trại chăn nuôi tại vùng lãnh thổ như Úc, Châu Á, Châu Phi, Đông Âu và Nga.
Danh pháp chi được F. Fischoeder đặt ra vào năm 1901 để thay thế chi Amphistoma (Rudolphi, 1809) hiện có lúc bấy giờ. Dưới chi mới, ông đã mô tả lại cả hai loài Paramphistomum cervi và P. bothriophoron và chỉ định chi trước đây là loài điển hình.

## Loài
Do sự tương đồng nổi bật với nhau và với các quần thể lưỡng cư khác, một số loài mô tả được cho là đồng nghĩa. Một số loài quan trọng là:
- Paramphistomum cervi
- Paramphistomum cotylophorum
- Paramphistomum cracile
- Paramphistomum gotoi
- Paramphistomum grande
- Paramphistomum hiberniae
- Paramphistomum ichikawai
- Paramphistomum epiclitum
- Paramphistomum explanatum
- Paramphistomum leydeni
- Paramphistomum liorchis
- Paramphistomum microbothrioides
- Paramphistomum phillerouxi